# Calcioursilita
La calcioursilita es un mineral de la clase de los silicatos. Recibe su nombre por su contenido en calcio y su relación con la ursilita.

## Características químicas
La calcioursilita es un silicato de fórmula química Ca4(UO2)4(Si2O5)5(OH)6·15H2O. 
Según la clasificación de Nickel-Strunz, la morimotoíta pertenece a "09.AK: Estructuras de nesosilicatos (tetraedros aislados), nesosilicatos de uranio y polisilicatos" junto con los siguientes minerales: soddyita, cuprosklodowskita, oursinita, sklodowskita, boltwoodita, kasolita, natroboltwoodita, uranofana-β, uranofana, swamboita, haiweeita, metahaiweeita, ranquilita, weeksita, coutinhoita, ursilita, magnioursilita y uranosilita.

## Formación y yacimientos
Fue descubierta en el depósito de uranio de Oktyabr'skoye, en Kyzyltyube-Sai, Khodzhent, en la provincia de Sughd, en Tayikistán, su localidad tipo. Se trata del único lugar donde ha sido encontrada esta especie mineral.